# Платунинг

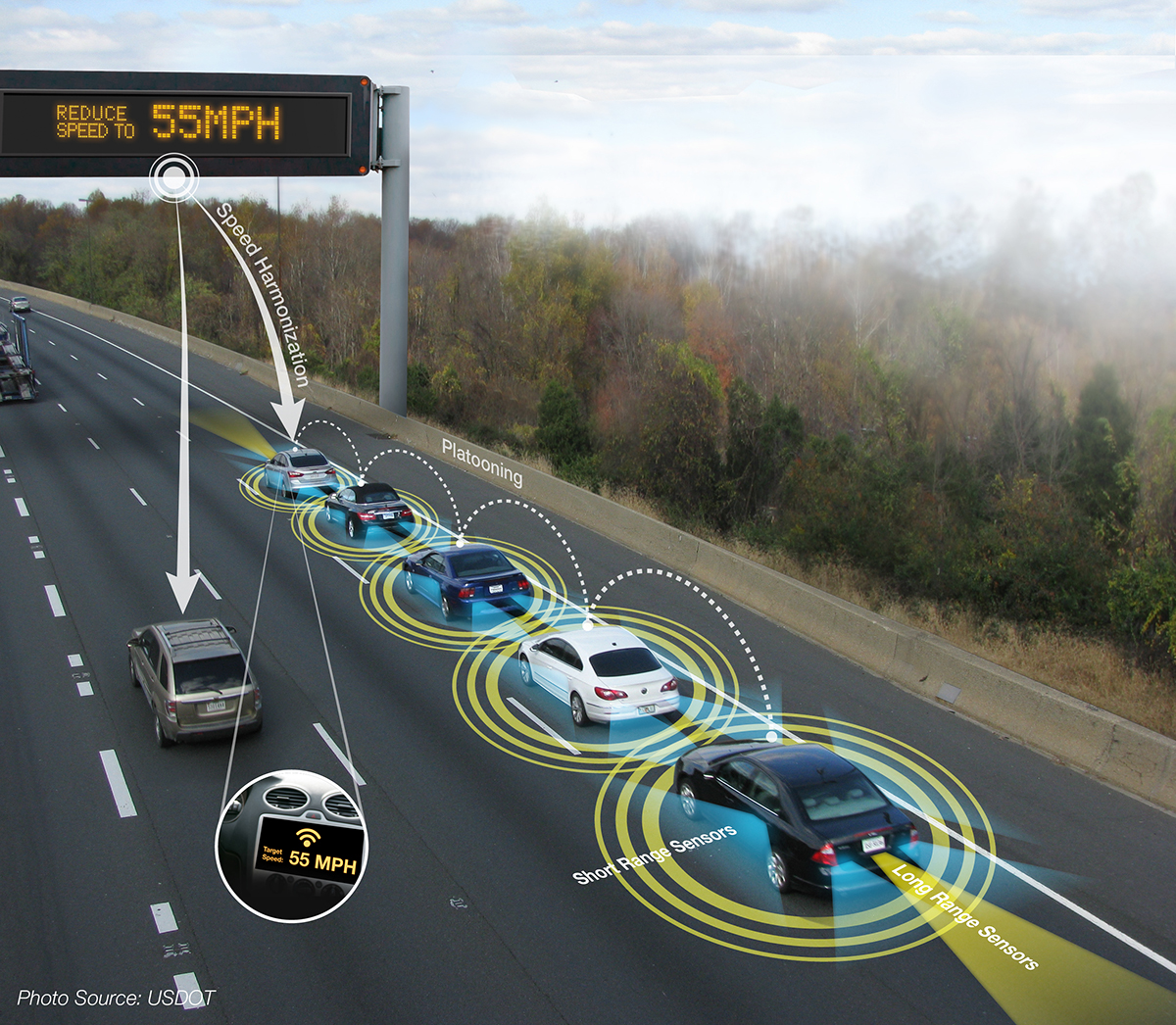

Платунинг (от англ. Platoon — взвод) — транспортная технология, предполагающая движение колонны автомобилей, управляемых лишь одним водителем.
Компания Mercedes Benz впервые реализовала эту идею в 1999 году. В рамках проекта Promote Chauffeur два автопоезда были соединены при помощи радиоволн и инфракрасного излучения. Ими управлял водитель передней машины, водитель задней машины лишь подстраховывал его.
В 2016 году в Нидерландах был проведен European Truck Platooning Challenge — пробег с финишем в Роттердаме. В нем приняли участие шесть европейских производителей грузовиков, каждый сформировал колонну из двух—трех трейлеров. В 2018 году подобные испытания прошли в Японии.
В 2019 году было сообщено, что в России рабочая группа «Автонет» (подведомственная НП «ГЛОНАСС» и Минпромторгу) также провела подготовительную работу для экспериментального запуска платунинга — совместного следования по загородным трассам 8—25 магистральных грузовиков разных автопроизводителей.
Преимуществами платунинга являются экономия на зарплате водителей, экономия топлива (ведомые грузовики в плотной колонне меньше страдают от сопротивления воздуха), снижение заторов за счет плотности грузовых конвоев. Однако существуют проблемы с безопасностью (например, если кто-то из других участников дорожного движения попытается встроиться в караван или при необходимости обгона), которые можно решить при выделении на дорогах отдельных полос для платунинга.